# Marco Mazza
Marco Mazza (ur. 1 lipca 1963 w Rzymie) – sanmaryński piłkarz występujący na pozycji pomocnika, reprezentant San Marino w latach 1991–1997.

## Kariera klubowa
W 1970 roku wraz z bratem Paolo rozpoczął treningi w amatorskim klubie Urbetevere Calcio z Rzymu. W latach 1978–1982 trenował w szkółce piłkarskiej SS Lazio. Grę w piłkę nożną na poziomie seniorskim rozpoczął w sezonie 1982/83 jako piłkarz AS Frosinone (Serie C2). W dalszej części swojej kariery grał we włoskich klubach występujących w niższych kategoriach rozgrywkowych: SS Aesernia, AS Isola Liri, AC Lavinio, Atletico Acilia, Cerveteri Calcio, US Grosseto, US Santa Marinella oraz Alta Maremma.

## Kariera reprezentacyjna
We wrześniu 1987 roku zaliczył 3 nieoficjalne występy w reprezentacji San Marino podczas Igrzysk Śródziemnomorskich 1987. 27 marca 1991 oficjalnie zadebiutował w drużynie narodowej w przegranym 1:3 meczu z Rumunią w eliminacjach Mistrzostw Europy 1992. 10 marca 1993 wystąpił w zremisowanym 0:0 spotkaniu przeciwko Turcji w kwalifikacjach Mistrzostw Świata 1994. Był to pierwszy w historii punkt wywalczony przez San Marino w meczach eliminacyjnych. Ogółem w latach 1991-1997 Mazza rozegrał w reprezentacji 29 spotkań, z których 28 zakończyło się porażką, nie zdobył żadnej bramki.

## Kariera trenerska
Po zakończeniu kariery zawodniczej pracował jako trener młodzieży w lokalnych klubach z Civitavecchii. W sezonie 2007/08 był trenerem SSD San Giordano (Prima Categoria Lazio).

## Życie prywatne
Jego starszy brat Paolo (ur. 1961) również był piłkarzem. W latach 1991–1993 występowali wspólnie w reprezentacji San Marino.